# قائمة بالمخرجين المسرحيين السوريين
فيما يلي قائمة المخرجين السوريين حسب سجلات المسرح القومي السوري:

## أ
- إبراهيم جمعة
- أحمد قنوع
- أحمد ملص
- أسامة غنم
- أسامة حلال
- أسامة الحفيري
- أسعد فضة
- أكثم حمادة
- أكرم خزام
- المهند حيدر
- أمل عمران
- آنا عكاش
- أيمن عبد الكريم
- أيمن زيدان

## ب
- بسام كوسا
- باسم ياخور

## ت
- تامر العربيد

## ج
- جهاد سعد

## ح
- حسن عويتي
- حسن إدلبي
- حلا عمران

## خ
- خالد أبو بكر
- خضر الشعار

## د
- دريد لحام

## ر
- رأفت الزاقوت
- رفيق الصبان
- رغداء شعراني
- رياض عصمت
- ريمي السرميني

## ز
- زياد عدوان
- زيناتي قدسية

## س
- ساري مصطفى
- سامر عمران
- سامر إسماعيل
- سعيد حناوي
- سليم قطايا
- سليم صبري
- سمير عثمان
- سهيل عقلة
- سهيل شلهوب
- سوزان علي

## ش
- شريف خزندار
- شريف شاكر

## ط
- طلال الحجلي

## ع
- عبد الحكيم نويلاتي
- عبد الله الكفري
- عبد المنعم عمايري
- عبد اللطيف فتحي
- عجاج سليم
- عروة العربي
- علاء العالم
- علي عقلة عرسان
- عماد عطواني
- عمر حجو
- عمر الجباعي
- عمر أبو سعدا
- عمر بقبوق

## غ
- غسان مسعود
- غسان جباعي
- غزوان قهوجي

## ف
- فايز قزق
- فرحان بلبل
- فؤاد حسن
- فواز الساجر
- فيصل الياسري
- فيصل الراشد

## ك
- كفاح الخوص

## ل
- لطفي نقشبندي
- لواء يازجي
- لوتس مسعود
- لويز عبد الكريم
- لؤي شانا

## م
- مانويل جيجي
- مأمون الخطيب
- مأمون الرفاعي
- ماهر صليبي
- مجد فضة
- محمد الطيب
- محمد ملص
- محمد السلكا
- محمد العطار
- محمد ديبان
- محمد قارصلي
- محمود خضور
- مضر رمضان
- معتز ملاطية لي
- منصور عبد الرحمن
- منصور نصر
- موسى أسود
- مي سكاف

## ن
- نائلة الأطرش
- ناجي عبد الأمير
- نبيل الحسيني
- نضال سيجري
- نضال جودت عديرة
- نهاد قلعي
- نوار بلبل
- نورا مراد
- نور غانم

## هـ
- هادي المهدي
- هاني منصور
- هشام كفارنة
- همام حوت

## و
- وليد القوتلي
- وليد العمر
- وسيم الشرقي

## ي
- يزن الداهوك
- يوسف حنا
- يوسف حرب